# Вернявино
Вернявино (рос. Вернявино) — присілок в Палкінському районі Псковської області Російської Федерації.
Населення становить 602[6] особи. Входить до складу муніципального утворення Черська волость.

## Історія
Від 2015 року входить до складу муніципального утворення Черська волость.

## Населення
| 2001 | 2002 | 2010 | 2014 | 2015 | 2016 |
| ---- | ---- | ---- | ---- | ---- | ---- |
| 706  | ↘630 | ↘571 | ↗610 | ↗611 | ↘602 |